# Listă de păianjeni din Republica Moldova
Listă de păianjeni din Republica Moldova include câteva sute de specii identificate pe teritoriul țării.

## Mygalomorphae

### FamiliaAtypidae
- Atypus
  - Atypus affinis Eichwald, 1830
  - Atypus muralis Bertkau, 1890
  - Atypus piceus (Sulzer, 1776)

## Araneomorphae

### FamiliaAgelenidae
- Agelena
  - Agelena labyrinthica (Clerck, 1757)
- Allagelena
  - Allagelena gracilens (C. L. Koch, 1841)
- Histopona
  - Histopona torpida (C. L. Koch, 1837)
- Malthonica
  - Malthonica campestris (C. L. Koch, 1834)
  - Malthonica silvestris (L. Koch, 1872)
- Tegenaria
  - Tegenaria agrestis (Walckenaer, 1802)
  - Tegenaria domestica (Clerck, 1757)
- Textrix
  - Textrix denticulata (Olivier, 1789)

### FamiliaAmaurobiidae
- Amaurobius
  - Amaurobius pallidus L. Koch, 1868
  - Amaurobius similis (Blackwall, 1861)
- Callobius
  - Callobius claustrarius (Hahn, 1833)

### FamiliaAnyphaenidae
- Anyphaena
  - Anyphaena accentuata (Walckenaer, 1802)

### FamiliaAraneidae
- Aculepeira
  - Aculepeira ceropegia (Walckenaer, 1802)
- Araneus
  - Araneus alsine (Walckenaer, 1802)
  - Araneus angulatus Clerck, 1757
  - Araneus diadematus Clerck, 1757
  - Araneus marmoreus Clerck, 1757
  - Araneus sturmi (Hahn, 1831)
- Araniella
  - Araniella cucurbitina (Clerck, 1757)
- Argiope
  - Argiope bruennichi (Scopoli, 1772)
  - Argiope lobata (Pallas, 1772)
- Cercidia
  - Cercidia prominens (Westring, 1851)
- Cyclosa
  - Cyclosa conica (Pallas, 1772)
- Gibbaranea
  - Gibbaranea bituberculata (Walckenaer, 1802)
- Hypsosinga
  - Hypsosinga albovittata (Westring, 1851)
  - Hypsosinga pygmaea (Sundevall, 1831)
  - Hypsosinga sanguinea (C. L. Koch, 1844)
- Larinioides
  - Larinioides ixobolus (Thorell, 1873)
  - Larinioides patagiatus (Clerck, 1757)
  - Larinioides suspicax (O. P.-Cambridge, 1876)
- Mangora
  - Mangora acalypha (Walckenaer, 1802)
- Neoscona
  - Neoscona adianta (Walckenaer, 1802)
- Singa
  - Singa hamata (Clerck, 1757) 
  - Singa nitidula C. L. Koch, 1844

### FamiliaClubionidae
- Clubiona
  - Clubiona brevipes Blackwall, 1841
  - Clubiona caerulescens L. Koch, 1867
  - Clubiona comta C. L. Koch, 1839
  - Clubiona frutetorum L. Koch, 1867
  - Clubiona lutescens Westring, 1851
  - Clubiona marmorata L. Koch, 1866
  - Clubiona neglecta O. P.-Cambridge, 1862
  - Clubiona pallidula (Clerck, 1757) 
  - Clubiona phragmitis C. L. Koch, 1843
  - Clubiona pseudoneglecta Wunderlich, 1994
  - Clubiona similis L. Koch, 1867
  - Clubiona terrestris Westring, 1851

### FamiliaCorinnidae
- Phrurolithus
  - Phrurolithus festivus (C. L. Koch, 1835)

### FamiliaCybaeidae
- Argyroneta
  - Argyroneta aquatica (Clerck, 1757)

### FamiliaDictynidae
- Archaeodictyna
  - Archaeodictyna ammophila (Menge, 1871)
  - Archaeodictyna consecuta (O. P.-Cambridge, 1872)
- Argenna
  - Argenna patula (Simon, 1874)
- Dictyna
  - Dictyna arundinacea (Linnaeus, 1758) 
  - Dictyna latens (Fabricius, 1775)
  - Dictyna uncinata Thorell, 1856
  - Dictyna vicina Simon, 1873
- Marilynia
  - Marilynia bicolor (Simon, 1870)
- Nigma
  - Nigma flavescens (Walckenaer, 1830)

### FamiliaDysderidae
- Dysdera
  - Dysdera hungarica Kulczynski, 1897
  - Dysdera lata Wider, 1834
  - Dysdera longirostris Doblika, 1853
  - Dysdera westringi O. P.-Cambridge, 1872
- Harpactea
  - Harpactea hombergi (Scopoli, 1763) 
  - Harpactea lepida (C. L. Koch, 1838)
  - Harpactea rubicunda (C. L. Koch, 1838)
  - Harpactea saeva (Herman, 1879)

### FamiliaEresidae
- Eresus
  - Eresus cinnaberinus (Olivier, 1789)

### FamiliaGnaphosidae
- Drassodes
  - Drassodes lapidosus (Walckenaer, 1802) 
  - Drassodes montandonii (Becker, 1879) (Nomen dubium)
- Drassyllus
  - Drassyllus lutetianus (L. Koch, 1866)
  - Drassyllus praeficus (L. Koch, 1866)
  - Drassyllus pumilus (C. L. Koch, 1839)
  - Drassyllus pusillus (C. L. Koch, 1833)
- Gnaphosa
  - Gnaphosa lucifuga (Walckenaer, 1802) 
  - Gnaphosa muscorum (L. Koch, 1866)
- Haplodrassus
  - Haplodrassus minor (O. P.-Cambridge, 1879)
  - Haplodrassus signifer (C. L. Koch, 1839)
  - Haplodrassus silvestris (Blackwall, 1833)
- Kishidaia
  - Kishidaia conspicua (L. Koch, 1866)
- Micaria
  - Micaria formicaria (Sundevall, 1831)
  - Micaria silesiaca L. Koch, 1875
  - Micaria subopaca Westring, 1861
- Scotophaeus
  - Scotophaeus quadripunctatus (Linnaeus, 1758) 
  - Scotophaeus scutulatus (L. Koch, 1866)
- Zelotes
  - Zelotes apricorum (L. Koch, 1876)
  - Zelotes gracilis (Canestrini, 1868)
  - Zelotes latreillei (Simon, 1878)

### FamiliaHahniidae
- Hahnia
  - Hahnia helveola Simon, 1875
  - Hahnia nava (Blackwall, 1841)
  - Hahnia ononidum Simon, 1875

### FamiliaLinyphiidae
- Abacoproeces
  - Abacoproeces saltuum (L. Koch, 1872)
- Anguliphantes
  - Anguliphantes angulipalpis (Westring, 1851)
- Bolyphantes
  - Bolyphantes alticeps (Sundevall, 1833)
- Centromerus
  - Centromerus crinitus Rosca, 1935
  - Centromerus serratus (O. P.-Cambridge, 1875)
  - Centromerus sylvaticus (Blackwall, 1841)
- Ceratinella
  - Ceratinella brevis Wider, 1834)
- Dicymbium
  - Dicymbium nigrum (Blackwall, 1834)
- Diplocephalus
  - Diplocephalus connatus Bertkau, 1889
  - Diplocephalus latifrons (O. P.-Cambridge, 1863)
  - Diplocephalus picinus (Blackwall, 1841)
- Diplostyla
  - Diplostyla concolor (Wider, 1834)
- Dismodicus
  - Dismodicus bifrons (Blackwall, 1841)
- Drapetisca
  - Drapetisca socialis (Sundevall, 1833)
- Entelecara
  - Entelecara acuminata (Wider, 1834)
- Erigone
  - Erigone atra Blackwall, 1833
  - Erigone dentipalpis (Wider, 1834)
  - Erigone welchi Jackson, 1911
- Erigonella
  - Erigonella ignobilis (O. P.-Cambridge, 1871)
- Gongylidiellum
  - Gongylidiellum latebricola (O. P.-Cambridge, 1871)
- Lepthyphantes
  - Lepthyphantes encaustus (Becker, 1879)
  - Lepthyphantes leprosus (Ohlert, 1865)
- Linyphia
  - Linyphia hortensis Sundevall, 1830
  - Linyphia triangularis (Clerck, 1757)
- Macrargus
  - Macrargus rufus (Wider, 1834) 
  - Mansuphantes
  - Mansuphantes mansuetus (Thorell, 1875)
- Maso
  - Maso sundevalli (Westring, 1851) 
  - Megalepthyphantes
  - Megalepthyphantes nebulosus (Sundevall, 1830)
- Meioneta
  - Meioneta fuscipalpa (C. L. Koch, 1836)
  - Meioneta mollis (O. P.-Cambridge, 1871)
  - Meioneta rurestris (C. L. Koch, 1836)
- Micrargus
  - Micrargus herbigradus (Blackwall, 1854) 
  - Microlinyphia
  - Microlinyphia pusilla (Sundevall, 1830)
- Microneta
  - Microneta viaria (Blackwall, 1841)
- Mughiphantes
  - Mughiphantes mughi (Fickert, 1875)
- Neriene
  - Neriene clathrata (Sundevall, 1830) 
  - Neriene emphana (Walckenaer, 1842)
  - Neriene furtiva (O. P.-Cambridge, 1871)
  - Neriene montana (Clerck, 1757)
  - Neriene radiata (Walckenaer, 1842)
- Oedothorax
  - Oedothorax apicatus (Blackwall, 1850)
  - Oedothorax retusus (Westring, 1851)
- Panamomops
  - Panamomops mengei Simon, 1926
  - Pelecopsis
  - Pelecopsis mengei (Simon, 1884)
  - Porrhomma
  - Porrhomma pygmaeum (Blackwall, 1834)
- Prinerigone
  - Prinerigone vagans (Audouin, 1826)
- Tapinocyba
  - Tapinocyba biscissa (O. P.-Cambridge, 1872)
  - Tapinocyba insecta (L. Koch, 1869)
- Tenuiphantes
  - Tenuiphantes alacris (Blackwall, 1853)
  - Tenuiphantes flavipes (Blackwall, 1854)
  - Tenuiphantes tenebricola (Wider, 1834)
  - Tenuiphantes tenuis (Blackwall, 1852)
- Trichoncus
  - Trichoncus affinis Kulczynski, 1894
- Typhochrestus
  - Typhochrestus digitatus (O. P.-Cambridge, 1872)
- Walckenaeria
  - Walckenaeria atrotibialis (O. P.-Cambridge, 1878)
  - Walckenaeria furcillata (Menge, 1869)
  - Walckenaeria vigilax (Blackwall, 1853)

### FamiliaLiocranidae
- Agroeca
  - Agroeca brunnea (Blackwall, 1833)

### FamiliaLycosidae
- Alopecosa
  - Alopecosa accentuata (Latreille, 1817)
  - Alopecosa cuneata (Clerck, 1757)
  - Alopecosa cursor (Hahn, 1831)
  - Alopecosa pulverulenta (Clerck, 1757)
  - Alopecosa solitaria (Herman, 1879)
  - Alopecosa sulzeri (Pavesi, 1873)
- Arctosa
  - Arctosa cinerea (Fabricius, 1777) 
  - Arctosa leopardus (Sundevall, 1833)
  - Arctosa lutetiana (Simon, 1876)
  - Arctosa perita (Latreille, 1799)
- Aulonia
  - Aulonia albimana (Walckenaer, 1805)
- Geolycosa
  - Geolycosa vultuosa (C. L. Koch, 1838)
- Lycosa
  - Lycosa singoriensis (Laxmann, 1770)
- Pardosa
  - Pardosa agrestis (Westring, 1861)
  - Pardosa agricola (Thorell, 1856)
  - Pardosa albatula (Roewer, 1951)
  - Pardosa amentata (Clerck, 1757)
  - Pardosa hortensis (Thorell, 1872)
  - Pardosa lugubris (Walckenaer, 1802)
  - Pardosa monticola (Clerck, 1757)
  - Pardosa nebulosa (Thorell, 1872)
  - Pardosa paludicola (Clerck, 1757)
  - Pardosa palustris (Linnaeus, 1758)
  - Pardosa prativaga (L. Koch, 1870)
  - Pardosa pullata (Clerck, 1757)
  - Pardosa sordidata (Thorell, 1875)
- Pirata
  - Pirata hygrophilus Thorell, 1872
  - Pirata knorri (Scopoli, 1763)
  - Pirata piraticus (Clerck, 1757)
  - Pirata piscatorius (Clerck, 1757)
- Trochosa
  - Trochosa robusta (Simon, 1876)
  - Trochosa ruricola (De Geer, 1778) 
  - Trochosa terricola Thorell, 1856
- Xerolycosa
  - Xerolycosa miniata (C. L. Koch, 1834)

### FamiliaMimetidae
- Ero
  - Ero furcata (Villers, 1789)

### FamiliaMiturgidae
- Cheiracanthium
  - Cheiracanthium elegans Thorell, 1875
  - Cheiracanthium mildei L. Koch, 1864
  - Cheiracanthium pelasgicum (C. L. Koch, 1837)
  - Cheiracanthium pennyi O. P.-Cambridge, 1873
  - Cheiracanthium punctorium (Villers, 1789) 
  - Cheiracanthium virescens (Sundevall, 1833)

### FamiliaOxyopidae
- Oxyopes
  - Oxyopes heterophthalmus (Latreille, 1804) 
  - Oxyopes ramosus (Martini & Goeze, 1778)

### FamiliaPhilodromidae
- Philodromus
  - Philodromus aureolus (Clerck, 1757) 
  - Philodromus cespitum (Walckenaer, 1802)
  - Philodromus dispar Walckenaer, 1826
  - Philodromus fallax Sundevall, 1833
  - Philodromus poecilus (Thorell, 1872)
- Thanatus
  - Thanatus arenarius L. Koch, 1872
  - Thanatus formicinus (Clerck, 1757)
- Tibellus
  - Tibellus oblongus (Walckenaer, 1802)

### FamiliaPholcidae
- Pholcus
  - Pholcus opilionoides (Schrank, 1781)
  - Pholcus phalangioides (Fuesslin, 1775)

### FamiliaPisauridae
- Dolomedes
  - Dolomedes fimbriatus (Clerck, 1757)
- Pisaura
  - Pisaura mirabilis (Clerck, 1757)

### FamiliaSalticidae
- Asianellus
  - Asianellus festivus (C. L. Koch, 1834)
- Ballus
  - Ballus chalybeius (Walckenaer, 1802)
- Dendryphantes
  - Dendryphantes hastatus
- Evarcha
  - Evarcha arcuata (Clerck, 1757)
  - Evarcha falcata (Clerck, 1757) 
  - Evarcha laetabunda (C. L. Koch, 1846)
- Heliophanus
  - Heliophanus auratus C. L. Koch, 1835
  - Heliophanus cupreus (Walckenaer, 1802) 
  - Heliophanus flavipes (Hahn, 1832)
  - Heliophanus simplex Simon, 1868
- Marpissa
  - Marpissa muscosa (Clerck, 1757) 
  - Marpissa pomatia (Walckenaer, 1802)
- Menemerus
  - Menemerus semilimbatus (Hahn, 1829) 
  - Myrmarachne
  - Myrmarachne formicaria (De Geer, 1778)
- Neon
  - Neon reticulatus (Blackwall, 1853)
- Pseudeuophrys
  - Pseudeuophrys erratica (Walckenaer, 1826)
- Pseudeuophrys obsoleta (Simon, 1868)
- Salticus
  - Salticus scenicus (Clerck, 1757)
  - Salticus zebraneus (C. L. Koch, 1837)
- Sitticus
  - Sitticus terebratus (Clerck, 1757)
- Talavera
  - Talavera petrensis (C. L. Koch, 1837)

### FamiliaSegestriidae
- Segestria
  - Segestria senoculata (Linnaeus, 1758)

### FamiliaSparassidae
- Micrommata
  - Micrommata virescens (Clerck, 1757)

### FamiliaTetragnathidae
- Metellina
  - Metellina segmentata (Clerck, 1757)
- Pachygnatha
  - Pachygnatha clercki Sundevall, 1823 
  - Pachygnatha degeeri Sundevall, 1830
  - Pachygnatha listeri Sundevall, 1830
- Tetragnatha
  - Tetragnatha extensa (Linnaeus, 1758)
  - Tetragnatha isidis (Simon, 1880)
  - Tetragnatha montana Simon, 1874
  - Tetragnatha pinicola L. Koch, 1870

### FamiliaTheridiidae
- Asagena
  - Asagena phalerata (Panzer, 1801)
- Chrysso
  - Chrysso nordica (Chamberlin & Ivie, 1947)
- Crustulina
  - Crustulina guttata (Wider, 1834)
- Enoplognatha
  - Enoplognatha ovata (Clerck, 1757)
  - Enoplognatha thoracica (Hahn, 1833)
- Euryopis
  - Euryopis laeta (Westring, 1861)
- Neottiura
  - Neottiura bimaculata (Linnaeus, 1767)
- Paidiscura
  - Paidiscura pallens (Blackwall, 1834)
- Parasteatoda
  - Parasteatoda lunata (Clerck, 1757)
- Phylloneta
  - Phylloneta impressa (L. Koch, 1881)
- Platnickina
  - Platnickina tincta (Walckenaer, 1802)
- Robertus
  - Robertus arundineti (O. P.-Cambridge, 1871)
  - Robertus frivaldszkyi (Chyzer, 1894)
  - Robertus lividus (Blackwall, 1836)
- Steatoda
  - Steatoda albomaculata (De Geer, 1778)
  - Steatoda bipunctata (Linnaeus, 1758)
  - Steatoda castanea (Clerck, 1757)
  - Steatoda grossa (C. L. Koch, 1838)
- Theridion
  - Theridion melanurum Hahn, 1831
  - Theridion mystaceum L. Koch, 1870
  - Theridion undulatum Westring, 1861
  - Theridion varians Hahn, 1833

### FamiliaThomisidae
- Coriarachne
  - Coriarachne depressa (C. L. Koch, 1837)
- Cozyptila
  - Cozyptila blackwalli (Simon, 1875)
- Diaea
  - Diaea dorsata (Fabricius, 1777)
- Ebrechtella
  - Ebrechtella tricuspidata (Fabricius, 1775)
- Heriaeus
  - Heriaeus graminicola (Doleschall, 1852)
  - Heriaeus melloteei Simon, 1886
- Misumena
  - Misumena vatia (Clerck, 1757)
- Ozyptila
  - Ozyptila atomaria (Panzer, 1801)
  - Ozyptila brevipes (Hahn, 1826)
  - Ozyptila praticola (C. L. Koch, 1837)
  - Ozyptila rauda Simon, 1875
  - Ozyptila scabricula (Westring, 1851)
  - Ozyptila trux (Blackwall, 1846)
- Pistius
  - Pistius truncatus (Pallas, 1772)
- Synema
  - Synema globosum (Fabricius, 1775)
- Thomisus
  - Thomisus albus (Gmelin, 1789) (Nomen dubium)
- Tmarus
  - Tmarus piger (Walckenaer, 1802)
- Xysticus
  - Xysticus acerbus Thorell, 1872
  - Xysticus audax (Schrank, 1803) 
  - Xysticus cristatus (Clerck, 1757) 
  - Xysticus erraticus (Blackwall, 1834)
  - Xysticus ferrugineus Menge, 1876
  - Xysticus gallicus Simon, 1875
  - Xysticus kempeleni Thorell, 1872
  - Xysticus kochi Thorell, 1872
  - Xysticus lanio C. L. Koch, 1835
  - Xysticus lineatus (Westring, 1851)
  - Xysticus luctator L. Koch, 1870
  - Xysticus luctuosus (Blackwall, 1836)
  - Xysticus sabulosus (Hahn, 1832)
  - Xysticus ulmi (Hahn, 1831)

### FamiliaTitanoecidae
- Titanoeca
  - Titanoeca quadriguttata (Hahn, 1833) 
  - Titanoeca tristis L. Koch, 1872

### FamiliaUloboridae
- Hyptiotes
  - Hyptiotes paradoxus (C. L. Koch, 1834)
- Uloborus
  - Uloborus walckenaerius Latreille, 1806